# Колесников, Иван Владимирович
Иван Владимирович Колесников (род. 4 мая 1956 года) — советский и российский художник, член-корреспондент Российской академии художеств (2009).

## Биография
Родился 4 мая 1956 года, живёт и работает в Москве.
В 1982 году — окончил МГХПА им. С. Г. Строганова, руководитель диплома А. П. Крылов.
Работает в области актуального искусства и графического дизайна, куратор многих крупных национальных и международных художественных проектов. Издатель книг и альбомов по современному искусству.
Доцент МГХПА имени С. Г. Строганова.
В 2009 году — избран членом-корреспондентом Российской академии художеств от Отделения новейших художественных течений.
С 2017 года — вице-президент Творческого союза художников России.

## Творческая деятельность
Основные произведения: «Шлюзы» (2013 г., полиптих из 6-и частей, х.м., 195х145 — каждая), «Ремонт Земли» (Архстояние 2010 г., лэнд-арт проект), «4 пейзажа и 1 портрет» (2014 г., полиптих: х.м., 50х70 — четыре части, одна часть — 195х145, фото — четыре части), «Станция Второе Небо» (2007 г., инвайронмент), «Восточный синдром» (2015 г., инсталляция: полиптих, х.м., 145х195 — три части, 20х30 — одна часть, видео), «Made in Russia» (2011 г., инсталляция: полиптих из семи частей х.м., 195х195 — каждая, видео), «Tabularasa» (2017 г., перформанс: цифровая печать на ткани 50х50х20 — сто частей, видео), «Ментальное исчезновение» (2019 г., инсталляция: триптих, х.м., акрил, 195х295 — каждая часть), «MusiСow, GlueСow» (Парад Коров в Москве, 2005 г., пластик, акрил, лак), «АртКонституция» (2003 г., иллюстрированная Конституция РФ, кураторский проект).
Произведения представлены в отечественных и зарубежных музеях и галереях.
Постоянный участник Международных биеннале современного искусства, общероссийских и международных выставок с 1999 года.

## Награды
- Заслуженный художник Российской Федерации (2013)[1]
- Благодарность Министра Культуры Российской Федерации (2010)
- Благодарность Губернатора Амурской области (2012)
- Благодарность Министра культуры Саратовской области (2014)